# 城关街道 (洛南县)
城关街道，是中华人民共和国陕西省商洛市洛南县下辖的一个街道办事处。
2015年，陕西省民政厅批复同意撤销洛南县城关镇，设立城关街道办事处；将原城关镇的柳林、牛王庙、中心、柳树洼、刘塬5个村划归四皓街道办事处。

## 行政区划
城关街道下辖以下地区：
西街社区、东街社区、柏槐社区、南关社区、西寺社区、刘涧社区、孟岭社区、杨川社区、陶川社区、陶岭社区、野里社区、张曹村、王塬村、王滩村、周村、宋村、馒头山村、石龙庙村、石桥村、王院村、七岔口村、三塬村、孙沟村、鹤眼岭村、樊湾村、鱼池村、马鞍桥村、东甫子沟村、西甫子沟村、庵底村、尖角村、刘湾村、唐村、窄口村、薛村、腰庄村、峡口村、小河村、罗坡村、韩兴村、廖塬村、八里桥村、圪劳村、石塬村、唐岭村和邢塬村。